# Afrétt
Afrétt är ett högland i republiken Island.   Det ligger i regionen Norðurland eystra, i den nordöstra delen av landet, 400 km nordost om huvudstaden Reykjavík.